# SKCzF Sewastopol
SKCzF Sewastopol (ukr. СКЧФ (Спортивний клуб Чорноморського флоту) Севастополь, SKCzF (Sportywnyj Kłub Czornomorśkoho Fłotu) Sewastopol) – ukraiński klub piłkarski z siedzibą w Sewastopolu w Republice Autonomicznej Krymu.

## Historia
Chronologia nazw:
- 1939: BOF Sewastopol (ukr. БОФ (Будинок офіцерів флоту) Севастополь)
- 1957: SKCzF Sewastopol (ukr. СКЧФ (Спортивний клуб Чорноморського флоту) Севастополь)
- 1961: SKF Sewastopol (ukr. СКФ (Спортивний клуб флоту) Севастополь)
- 1966: SKCzF Sewastopol (ukr. СКЧФ (Спортивний клуб Чорноморського флоту) Севастополь)
- 1971: SK KCzF Sewastopol (ukr. СК КЧФ (Спортивний клуб Червонопрапорного Чорноморського флоту) Севастополь)
- 1995: klub rozwiązano

Drużyna piłkarska BOF lub DOF (ros. ДОФ) została założona w Sewastopolu w 1939 roku (niektóre źródła podają 1956 rok) i reprezentowała Budynek (Dom) Oficerów Flota.
W 1954 klub debiutował w Drugiej Grupie, strefie 3 Mistrzostw ZSRR. W 1958 zmienił nazwę na SKCzF Sewastopol, a w 1961 na SKF Sewastopol.
W 1963 po kolejnej reorganizacji systemu lig ZSRR klub spadł do Klasy B, ukraińskiej strefy 2. W 1966 powrócił do starej nazwy SKCzF Sewastopol, a w 1968 powrócił na jeden sezon do Drugiej Grupy A, 2 podgrupy.
W 1970 po kolejnej reorganizacji systemu lig ZSRR klub spadł do Klasy B, ukraińskiej strefy 2. Zajął 23 miejsce, jednak nie przystąpił do rozgrywek w następnym sezonie. Jego miejsce zajął klub Awanhard Sewastopol.
W 1971 roku przyjął nazwę SK KCzF Sewastopol, gdzie KCzF (ros. Краснознамённый Черноморский флот, Flota Czarnomorska Czerwonego Sztandaru). Potem zespół jeszcze występował w rozgrywkach lokalnych dopóki nie przestał istnieć.

## Sukcesy
- 3 miejsce w Klasie B ZSRR, turniej finałowy:

1958
- 1/32 finału Pucharu ZSRR:

1954, 1957, 1961, 1964

## Znani piłkarze
- / Władimir Astapowski